# Polygala riograndensis
Polygala riograndensis är en jungfrulinsväxtart som beskrevs av Lüdtke och Miotto. Polygala riograndensis ingår i släktet jungfrulinssläktet, och familjen jungfrulinsväxter. Inga underarter finns listade i Catalogue of Life.